# Hebefustis clareolithis
Hebefustis clareolithis är en kräftdjursart som beskrevs av Kaiser 2008. Hebefustis clareolithis ingår i släktet Hebefustis och familjen Nannoniscidae. Inga underarter finns listade i Catalogue of Life.